# Col de Tihuța
Le col de Tihuța ou de Bârgău (roumain : Pasul Tihuța / Pasul Bârgăului) est un col de montagne des Carpates orientales, en Roumanie, reliant la Transylvanie à la Moldavie et plus précisément la ville transylvaine de Bistrița (județ de Bistrița-Năsăud) à la ville moldave de Vatra Dornei en Bucovine (județ de Suceava). Il s'élève à 1 201 mètres d'altitude.
Le col est mentionné sous son nom hongrois de Borgo comme localisation proche du château de Dracula dans le roman homonyme de Bram Stoker. Le héros Jonathan Harker s'y fait déposer par la diligence venant de Bistrița et se dirigeant vers la Bucovine, pour être acheminé au château. Il croise, en route, des paysans tchèques et slovaques.
Dans la géographie réelle, il n'y a dans cette région ni minorités tchèques ou slovaques, ni château médiéval. Mais depuis la chute du rideau de fer et le développement du tourisme, plusieurs hôtels et auberges développent le thème du vampire. C'est aussi une région d'intérêt environnemental, forestier et cynégétique.